# Nicola Berti
Nicola Berti (14. duben 1967, Salsomaggiore Terme, Itálie) je bývalý italský fotbalový záložník. Má stříbrnou medaili z MS 1994 a bronz z MS 1990.

## Fotbalová kariéra
Fotbal začal hrát v Parmě. Zde odehrál první zápasy za dospělé. V sezoně 1983/84 pomohl vyhrát ve třetí lize a slavil tak postup do druhé ligy. V roce 1985 odešel hrát do Fiorentiny, kde odehrál první zápasy v nejvyšší lize. Za fialky odehrál tři roky bez žádných úspěchů.
V létě 1988 jej koupil Inter za 7,2 miliard lir. Za Nerazzurri hrál 10 let a vyhrál 4 trofeje. Titul získal v první sezoně (1988/89), poté získal Italský superpohár. Stal se i vítězem dvou pohárů UEFA a to v sezonách 1990/91 a 1993/94. Také odehrál finále pohárů UEFA v sezoně 1996/97, ale prohrál s německým Schalke 04. Celkem za Nerazzurri odehrál 312 utkání a vstřelil 41 branek.
V lednu 1998 odešel do Tottenhamu. Za rok odešel do Alavésu a v roce 2000 ukončil kariéru v australském klubu Northern Spirit.

## Hráčská statistika
| Sezóna  | Klub            | Liga             | Liga   | Liga | Ligové poháry | Ligové poháry | Ligové poháry | Kontinentální poháry | Kontinentální poháry | Kontinentální poháry | Celkem | Celkem |
| Sezóna  | Klub            | Soutěž           | Zápasy | Góly | Soutěž        | Zápasy        | Góly          | Soutěž               | Zápasy               | Góly                 | Zápasy | Góly   |
| ------- | --------------- | ---------------- | ------ | ---- | ------------- | ------------- | ------------- | -------------------- | -------------------- | -------------------- | ------ | ------ |
| 1982/83 | Parma           | Serie C1         | 1      | 0    | IP            | 0             | 0             | -                    | 0                    | 0                    | 1      | 0      |
| 1983/84 | Parma           | Serie C1         | 0      | 0    | IP            | 2             | 0             | -                    | 0                    | 0                    | 2      | 0      |
| 1984/85 | Parma           | Serie B          | 27     | 0    | IP            | 4             | 0             | -                    | 0                    | 0                    | 31     | 0      |
| 1985/86 | Fiorentina      | Serie A          | 28     | 3    | IP            | 9             | 0             | -                    | 0                    | 0                    | 37     | 3      |
| 1986/87 | Fiorentina      | Serie A          | 27     | 4    | IP            | 3             | 0             | UEFA                 | 1                    | 0                    | 31     | 4      |
| 1987/88 | Fiorentina      | Serie A          | 25     | 1    | IP            | 3             | 0             | -                    | 0                    | 0                    | 28     | 1      |
| 1988/89 | Inter           | Serie A          | 32     | 7    | IP            | 6             | 0             | UEFA                 | 6                    | 2                    | 44     | 9      |
| 1989/90 | Inter           | Serie A          | 29     | 5    | IP+IS         | 4+1           | 0             | PMEZ                 | 1                    | 0                    | 35     | 5      |
| 1990/91 | Inter           | Serie A          | 30     | 4    | IP            | 4             | 1             | UEFA                 | 11                   | 4                    | 45     | 9      |
| 1991/92 | Inter           | Serie A          | 30     | 1    | IP            | 5             | 1             | UEFA                 | 2                    | 0                    | 37     | 2      |
| 1992/93 | Inter           | Serie A          | 32     | 4    | IP            | 6             | 0             | -                    | 0                    | 0                    | 38     | 4      |
| 1993/94 | Inter           | Serie A          | 9      | 2    | IP            | 0             | 0             | UEFA                 | 4                    | 2                    | 13     | 4      |
| 1994/95 | Inter           | Serie A          | 30     | 5    | IP            | 7             | 1             | UEFA                 | 2                    | 0                    | 39     | 6      |
| 1995/96 | Inter           | Serie A          | 10     | 0    | IP            | 2             | 1             | UEFA                 | 1                    | 0                    | 13     | 1      |
| 1996/97 | Inter           | Serie A          | 23     | 1    | IP            | 7             | 0             | UEFA                 | 8                    | 0                    | 38     | 1      |
| 1997/98 | Inter           | Serie A          | 4      | 0    | IP            | 4             | 0             | UEFA                 | 2                    | 0                    | 10     | 0      |
| 1998    | Tottenham       | Premier League   | 17     | 3    | AP            | 2             | 0             | -                    | 0                    | 0                    | 19     | 3      |
| 1998/99 | Tottenham       | Premier League   | 4      | 0    | AP+ALP        | 0+1           | 0             | -                    | 0                    | 0                    | 5      | 0      |
| 1999    | Alavés          | Primera División | 8      | 1    | -             | 0             | 0             | -                    | 0                    | 0                    | 8      | 1      |
| 2000    | Northern Spirit | NSL              | 8      | 1    | -             | 0             | 0             | -                    | 0                    | 0                    | 8      | 1      |
| Celkem  | Celkem          | Celkem           | 374    | 42   | -             | 70            | 4             | -                    | 38                   | 8                    | 482    | 54     |

## Reprezentační kariéra
Za reprezentaci odehrál 39 utkání a vstřelil 3 branky. První utkání odehrál již v 21 letech 19. října 1988 proti Norsku (2:1). Byl povolán na domácí MS 1990. Na turnaji nastoupil do čtyř utkání a získal bronzovou medaili. Také byl na šampionátu MS 1994, kde byl u všech zápasech. Po prohraném finále si pověsil přes hlavu stříbrnou medaili. Posledním zápasem v národním týmu byl 21. června 1995 proti Německu (0:2).

### Statistika na velkých turnajích
| Reprezentace | Rok     | Zápasy             | Zápasy | Zápasy    | Zápasy           | Zápasy           | Zápasy            |
| Reprezentace | Rok     | Fáze turnaje       | Datum  | Soupeř    | Odehraných minut | Vstřelené branky | Výsledek          |
| ------------ | ------- | ------------------ | ------ | --------- | ---------------- | ---------------- | ----------------- |
| Itálie       | MS 1990 | 2 zápas ve skupině | 14. 6. | USA       | 90               | 0                | 1:0               |
| Itálie       | MS 1990 | 3 zápas ve skupině | 19. 6. | ČSSR      | 90               | 0                | 2:0               |
| Itálie       | MS 1990 | Osmifinále         | 25. 6. | Uruguay   | 52               | 0                | 2:0               |
| Itálie       | MS 1990 | O 3. místo         | 7. 7.  | Anglie    | 26               | 0                | 2:1               |
| Itálie       | MS 1994 | 1 zápas ve skupině | 18. 6. | Irsko     | 6                | 0                | 0:1               |
| Itálie       | MS 1994 | 2 zápas ve skupině | 23. 6. | Norsko    | 90               | 0                | 1:0               |
| Itálie       | MS 1994 | 3 zápas ve skupině | 28. 6. | Mexiko    | 90               | 0                | 1:1               |
| Itálie       | MS 1994 | Osmifinále         | 5. 7.  | Nigérie   | 46               | 0                | 2:1 v prodl.      |
| Itálie       | MS 1994 | Čtvrtfinále        | 9. 7.  | Španělsko | 24               | 0                | 2:1               |
| Itálie       | MS 1994 | Semifinále         | 13. 7. | Bulharsko | 90               | 0                | 2:1               |
| Itálie       | MS 1994 | Finále             | 17. 7. | Brazílie  | 120              | 0                | 0:0 (2:3) na pen. |

## Hráčské úspěchy

### Klubové
- 1× vítěz italské ligy (1988/89)
- 1× vítěz italského superpoháru (1989)
- 2× vítěz Poháru UEFA (1990/91, 1993/94)

### Reprezentační
- 2× na MS (1990 – bronz, 1994 – stříbro)
- 2× na ME 21 (1986 - stříbro, 1988)

### Vyznamenání
Řád zásluh o Italskou republiku (1991)